# Karl Verner
Karl Adolph Verner (ur. 7 marca 1846 w Aarhus, zm. 5 listopada 1896 w Kopenhadze) – duński językoznawca, slawista i indoeuropeista, twórca ogłoszonego w 1876 r. prawa Vernera. 
W 1864 r. wstąpił na Uniwersytet Kopenhaski. W latach 1871–1872 studiował w Rosji. Od 1888 r. profesor Uniwersytetu Kopenhaskiego. 

## Dzieła
- Eine Ausnahme der ersten Lautverschiebung (1876)